# Duarte Barbosa
Pour les articles homonymes, voir Barbosa.
Duarte Barbosa ou Odoardo Barbosa est un écrivain et un officier de l'Inde portugaise, entre 1500 et 1516, et fils de Diogo Barbosa qui fut le garant de Magellan quand celui-ci arriva en Espagne en 1517 et chercha de l'aide pour son projet de circumnavigation. Il était écrivain dans un établissement de Cannanore et un interprète du malayalam. En 1516 (date non certaine), il écrit un Livro (souvent appelé le Livre de Duarte Barbosa), rédigé peu après son arrivée dans l'océan Indien, qui est une des premières sommes réunissant des informations sur |’Inde et l’Extrême-Orient, que les Portugais découvraient peu à peu. Il vécut à Calicut en 1519-1520, avant de regagner Cannanore où il mourut vers 1545.
Il ne doit pas être confondu avec un autre Duarte Barbosa, beau-frère ou cousin de Magellan (par sa femme), qui l’accompagna dans sa célèbre expédition qui aboutit à la première circumnavigation. Celui-ci mourut en route, le 1er mai 1521 lors du banquet du rajah de Cebu, Humabon.